# Wyspy Szantarskie

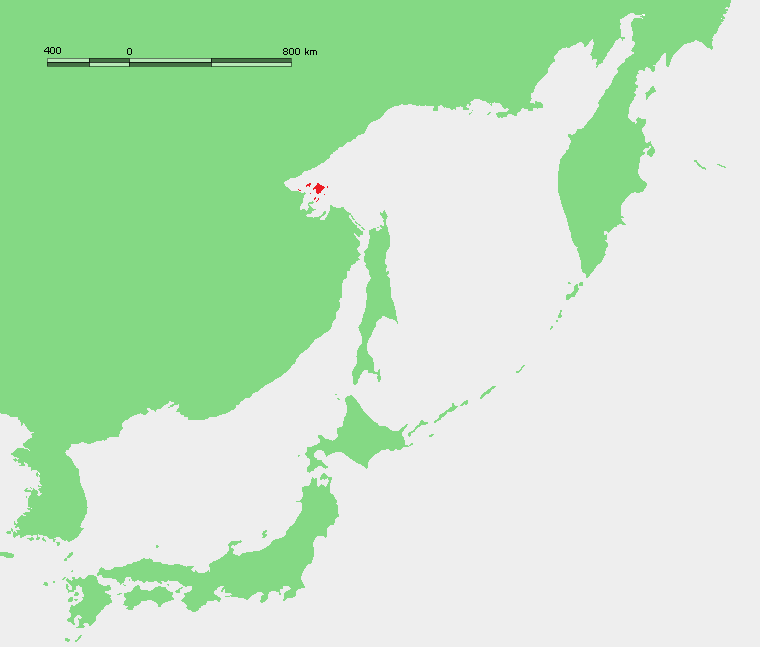
Położenie na Morzu Ochockim

Wyspy Szantarskie (ros. Шантарские острова) – archipelag 15 wysp w południowo-zachodniej części Morza Ochockiego. Powierzchnia ok. 2500 km². Największe wyspy to Bolszoj Szantar (1790 km²), Ostrow Fieklistowa (ok. 400 km²) i Małyj Szantar (ok. 100 km²). Wysokość do 701 m n.p.m. Powierzchnia górzysta. Pokryte w większości lasami.
W ostatnich latach XIX w. w poszukiwaniu złota badał je polski geolog w służbie rosyjskiej, Karol Bohdanowicz.